# Берг Микола Васильович
Мико́ла Васи́льович Берґ (рос. Николай Васильевич Берг; 5 квітня 1823, Москва — 28 червня 1884, Варшава) — російський письменник, перекладач і журналіст.
Походив з не дуже багатої сім'ї зросійщених балтійських німецьких дворян. У дитинстві (1830–1833) жив у Томську, за місцем служби батька, потім у Тамбовській губернії, а від 1838 — знову у Москві. 1843–1846 років навчався у Московському університеті, потім покинув навчання, викладав у Московському училищі живопису та ліплення, а від 1848 служив молодшим помічником бухгалтера у московській конторі Державного банку. Під час Кримської війни 1853–1856 р.р. перебував при штабі головнокомандуючого — спочатку в казначейському відділі, потім перекладачем. Учасник Севастопольської оборони. Свої враження та спогади про цю війну виклав у багатьох статтях, які мали численні схвальні відгуки. Зокрема, академік Тарле відзначав, що Берґ — не тільки розумний та спостерегливий журналіст, але й історик-дослідник. Після війни — на літературній роботі; багато подорожував. 1859 року перебував у загонах альпійських стрільців Ґарібальді як кореспондент журналу «Русский вестник».
На початку 1863 як кореспондент газети «Санкт-Петербургские ведомости» виїхав до Польщі, публікував статті про перебіг повстання. Одружився з полькою й оселився у Варшаві. За дорученням намісника Царства Польського займався складанням історії повстання. На думку замовника це мала бути апологія російської влади, але Берґ, користуючись секретними архівами, написав серйозне дослідження, в якому аналізувалися не тільки самі події, але й причини визвольного руху. Цей твір був опублікований у Російській імперії лише в скороченому вигляді. Повне видання («Записки о польских заговорах и восстаниях») вийшло за кордоном, у Познані, у чотирьох томах (1884–1885).
З 1868 — викладач російської літератури у Варшавському університеті.
Був близький до слов'янофілів, але його міркування про характер слов'ян суперечили слов'янофільскій доктрині: він обстоював самобутність кожного слов'янського етносу і не дуже був прихильний до ідеї московського домінування. Співробітничав у журналах «Москвитянин», «Современник», «Русский вестник», «Библиотека для чтения».
Перекладав російською мовою пісні слов'ян та твори слов'янських поетів. У його перекладацькому доробку — «Пан Тадеуш» та «Кримські сонети» Адама Міцкевича, «Краледворський рукопис», «Сербські народні пісні». Першим познайомив російського читача з болгарською, сербо-лужицькою та словацькою поезією. За словами С. О. Венгерова, йому належало не менш як три чверті усіх російських перекладів слов'янської поезії.
У своїх збірках «Пісні різних народів» (1854) та «Поезія слов'ян» (1871) вмістив переклади дванадцяти українських народних пісень та коломийок (за збірками М. Максимовича, В. Залеського та ін.). Для російського видання «Кобзаря» Тараса Шевченка (1861) переклав вірш «Думка» («Вітре буйний, вітре буйний!») і поему «Гайдамаки».
Характерною рисою перекладацької праці Берґа було намагання якомога точніше відтворити розмір та мелодику оригіналу. Багато з його перекладів і досі залишаються найкращими (чи взагалі єдиними); їх продовжують перевидавати.
Переспів вірша Берґа «Зоря! Забилось серце полохливе» зробив Павло Грабовський.